# Entente Feignies Aulnoye Football Club
Maillots
Actualités
Dernière mise à jour : 25 septembre 2024.
L'Entente Feignies-Aulnoye Football Club, abrégée en Entente Feignies-Aulnoye, est un club de football français fondé en 2016 et situé à Feignies et Aulnoye-Aymeries dans le Nord.
Il est créé par la fusion du Sporting Club de Feignies et de l'Association sportive Aulnoye, situés dans deux villes de taille similaire distantes d'une quinzaine de kilomètres. Au moment de la fusion, les deux clubs évoluaient depuis 5 ans dans le même groupe de 5e division (CFA 2). Le SC Feignies avait disputé une saison de 4e division en 2005-2006 (CFA), tandis que l'AS Aulnoye avait joué neuf saisons dans les années 1960 en Division nationale du championnat de France amateurs, le plus haut niveau amateur de l'époque, puis en 3e division dans les années 1970,.
Il évolue en National 2 depuis la saison 2023-2024.

## Historique
En 2016, le Sporting Club de Feignies fusionne avec son voisin de l'AS Aulnoye pour former l'Entente Feignies Aulnoye FC. En mai 2018, le club obtient sa promotion en National 2.
Le 19 décembre 2021, l'Entente Feignies-Aulnoye affronte le Paris-SG lors des 32e de finale de la Coupe de France. Cette rencontre est historique pour le club, s'inclinant trois à zéro, elle a permis aux joueurs de se mesurer aux internationaux tel que Kylian Mbappé, Sergio Ramos, Marco Verratti.

## Palmarès
- Vainqueur de la poule Hauts-de-France de National 3 : 2018

## Coupe de France
- 2021-2022 : 32e de finale ; éliminé par le Paris-SG (ligue 1).
- 2022-2023 : 8e tour ; éliminé par Valenciennes qui est en ligue 2.
- 2023-2024 : 32e de finale ; élimine Quevilly Rouen qui est en ligue 2 avant d'être éliminé 4-0 par Montpellier (ligue 1).

## Joueurs

### Présidents
- 2016-2020 :  Jacques Menissez
- 2020- :  Laurent Menissez

### Entraîneurs
- 2019-2020 :  Rachid Chihab
- Juillet-octobre 2020 :  Didier Toffolo
- Octobre 2020- :  Jean Antunès
- 2024-2025 :  Krzysztof Ziecik